# 連続人形活劇 新・三銃士
『連続人形活劇 新・三銃士』（れんぞくにんぎょうかつげき しんさんじゅうし）は、2009年10月12日から2010年5月28日までNHK教育テレビで放送していた人形劇。また、2010年4月4日から12月26日までNHK総合テレビでも放送された。アレクサンドル・デュマ・ペール著の「ダルタニャン物語」のうち『三銃士』を原作として三谷幸喜が脚色、脚本を手がけた。キャラクターデザインは井上文太。なお題名の「・（なかぐろ）」は画数が吉数に1画足りなかったために足されたもの。

## 概要
1993年から1995年に放送された『人形歴史スペクタクル 平家物語』以来14年ぶりのNHKの人形劇である。「連続人形活劇」として教育テレビ50周年を記念して放送。1953年に放送された『玉藻前』から始まるNHK連続テレビ人形劇シリーズでは初のハイビジョン放送となる。

### 声優
この作品では、1人の声優が何人もの声を当てており、ゲスト出演の西田敏行、三谷幸喜、田中裕二、太田光を除いた出演者7人で、ガヤを含める登場人物をすべて演じている。主要人物7人とベルトラン、オレイリーといったゲスト出演以外の登場人物の声優は公式サイトなどでは「SECRET」と書かれており教育テレビでの放送期間中は明かされていなかったが、教育テレビでの放送が終了後、2010年8月29日に総合テレビで放送した第一部総集編のエンディングと、後に出版された『新・三銃士メモリアルブック』にて誰がどの登場人物の声優を担当していたかすべて明らかにされた。
登場人物の数に比べて声優の数が7人と少ないのは、歴代の人形劇と同じように少人数でやったほうがひとつの劇団のようなアットホームな雰囲気が出て良いだろう、という三谷幸喜の意向である。また、先に声優陣の台詞を収録して、その声に合わせて人形の操演を撮影するプレスコ技法が採用されている。声優のキャスティングは池松壮亮や貫地谷しほりといった本業が声優でない若手俳優も起用されており、これらの点は歴代の人形劇に共通している。

### 人形
人形は画家の井上文太によってデザインされ、さまざまな要素を取り入れた試行錯誤の末、ダルタニアン、コンスタンス、アトス、アラミス、ポルトス、ミレディー、アンヌ王妃といったメインの登場人物の人形は最終的にそれぞれ担当する声優に似せて作られている。また、途中でゲスト出演したオレイリーやバッソンピエール、ルミエールの人形はそれぞれ声優を担当した三谷幸喜、田中裕二、太田光そっくりに作られている。
NTSCではレターボックス16:9である。

## あらすじ
舞台は1625年のパリ。物語は青年ダルタニアンが三銃士たちと出会い、リシュリュー枢機卿とアンヌ王妃との権力争いに巻き込まれながらも、仲間たちに支えられ一人前の銃士を目指していく成長物語である。

## 登場人物
ダルタニアン（声：池松壮亮、操演：安藤圣一）
本作の主人公。父の仇・ロシュフォールを討つ為、フランスの田舎町ガスコーニュから単身パリに赴き、銃士見習いになる。明るく素直で正義感のある青年だが、若さゆえの無鉄砲で、トラブルメーカーなところがある。宮殿で出会ったアンヌ王妃の侍女コンスタンスに一目惚れして以来、彼女に良いところを見せようとして、失敗を繰り返している。三銃士からは「ダル」もしくは「タニアン（タニやん）」と呼ばれているが、本人はそう呼ばれるのを嫌がっており、呼ばれるたびに訂正している。また、ルイ13世からは「ダルメシアン」、バッキンガム公からは「ポメラニアン」と間違えた呼ばれ方もされている。
実はベルトランの子供ではなく、ロシュフォールとエマニエルの子供であることが作中で匂わされている。
アトス（声：山寺宏一、操演：川口英子）
三銃士の一人。三銃士のリーダー格。熱血漢で男性的な性格だが、涙脆い一面もある。大の酒好きで、銃士隊解散後は酒に溺れ、住所不定の日々を過ごしていたが、銃士隊の再結成を機にやる気を取り戻す。何度も失敗を繰り返すダルタニアンに対してはあえて人一倍厳しい態度をとっている。過去にミレディと結婚していたことがある。高所恐怖症のためカレーに向かうつり橋を渡れなかった。特技は物まねで、劇中でも馬・兵隊・ルイ13世の物まねを披露する。ルイ13世から「アヌス」と間違って呼ばれたこともある。
アラミス（声：江原正士、操演：高橋弘一）
三銃士の一人。色白ですらっと長身の美青年。剣の使い手で、銃士時代に誰よりも多くの人を殺めたことを悔いており銃士隊解散後は聖職に就いていた。銃士隊に復帰した後も聖書を読んだり朝早くからお祈りをするなど信仰心は消えていない。冷静で頭が切れ、三銃士の頭脳的な存在で困った時に知恵を発揮する。時に困難に直面したダルタニアンに的確な助言をしてくれる。相当な知識を持っているが、「私は物知り博士ではない」と言っている。ルイ13世から「ハラミ」と間違って呼ばれたこともある。反乱軍との争いで罪の無い市民の命を自らの剣で奪ってしまったことで深く傷つき、戦争が終わってから修道院に引きこもってしまう。
ポルトス（声：高木渉、操演：おかの公夫）
三銃士の一人。陽気で恰幅が良く、女好きでとにかくモテる。銃士隊解散後は女性の世話になりながらあちこちの宿屋を転々とし、アトスと同じく住所不定の生活を送っていた。アトスに劣らず酒豪で大食い。メンバーの中では明るいムードメーカー。とても優しい性格で、失敗をして落ち込むダルタニアンをいつも明るく励ましてくれる。児童劇団に所属していたことがあるらしく、一芝居打つことに自信を持っている。ずんぐりした体型で「太ったな」と言われると「むくんでるだけだ」と否定する。ルイ13世から「ポトフ」と間違って呼ばれたこともある。
アラスの包囲戦の後、激しい心理的ダメージを受け、一時期放心状態にるが、コクナールの懸命な看護により元に戻った。
コンスタンス（声：貫地谷しほり、操演：清水正子）
本作のヒロイン。ダルタニアンの憧れの人。アンヌ王妃の侍女で、ボナシューの年の離れた若妻。ボナシューとは、父親が返済できなかった借金を帳消しにする代わりに結婚した。冷静で意志が強く、アラミスが一目置くほどの聡明さを持っている。年の近いダルタニアンのことを弟のような特別な存在に思っている。アラミスから聖書の講義を受けており、誰よりも強く物静かで物知りなアラミスのことを尊敬し好意を寄せている。欠点は、轟くようないびき。
原作ではミレディの手で毒殺されてしまうが、本作では最後まで生きており、ミレディ救出作戦にも参加する。
アンヌ王妃（声：瀬戸カトリーヌ、操演：梶野由紀子）
フランス王妃。スペイン王国からルイ13世のもとに嫁いできた。リシュリュー枢機卿に政治の実権を握られていることに対抗し、銃士隊を復活させる。美しく情熱的な女性で結婚前の恋人であったバッキンガム公を慕い続けている。ルイ13世が戦争に向かったことをきっかけに彼の愛に気付き、今までのバッキンガム公との不倫を深く反省するものの、後日譚でジュールという恋人ができ、浮気癖は治らない模様。
ミレディー（声：戸田恵子、操演：磯部美恵子）
炎のような赤毛と針金のような姿態を持つ美女。色仕掛けや巧みな話術を用いて人の心を掴むのが得意で、結婚詐欺を繰り返していたがロシュフォールとの出会いをきっかけにリシュリュー枢機卿のスパイになる。その後リシュリュー枢機卿の命令により「シャルロット」と名乗ってアンヌ王妃の侍女になる。アトスとは元夫婦。
ベルトラン（声：西田敏行） - ゲスト出演（第1話、第2話回想）（操演：高橋弘一）
ダルタニアンの父。陽気で気のよい性格。ダルタニアンに話しかけていた内容から親バカの一面を覗かせた。元は近衛銃士隊剣術指南で、三銃士に剣術を教えていた。腕を痛めて銃士を引退した後は故郷のガスコーニュに戻りダルタニアンに剣術を教えなから穏やかな日々を送っていた。突如現れたロシュフォールに殺される。
若いころはトレヴィル、ロシュフォールと共に三銃士だった。
トレヴィル（声：江原正士、操演：桑折康子）
元近衛銃士隊隊長で、ベルトランの盟友。銃士隊解散後は王宮裏で馬屋番をしていた。ベルトランの死後、託された息子のダルタニアンを一人前の銃士にするため三銃士の下に預ける。普段はとぼけた老人だが、いざとなると銃士隊長として頼りになるところを見せる。
プランシェ（声：山寺宏一、操演：清水正子）
ダルタニアンの相棒の賢く愛嬌のあるサル。もともとは大道芸の猿回しのサルだった。たまに「まいうー」など言葉（らしきもの）を発する。好物はリンゴで、宙返りと肩もみが得意。何かと調子に乗りがちで、そのために失敗することも多い。原作ではダルタニアンの従者でれっきとした人間。
リシュリュー枢機卿（声：江原正士、操演：磯部美恵子）
フランスの枢機卿で、ルイ13世の裏で政治の権力を握る黒幕。アンヌ王妃に横恋慕をしている。かつて、ダルタニアンの母親エマニエルにも恋心を抱いており、エマニエルを自殺に追い込んだ張本人とされる。似顔絵が下手。原作では中年だが、本作では老人。後日譚では、ロシュフォールに殺されたトレヴィルの後を継いで、厩番になった。
ロシュフォール（声：山寺宏一、操演：がこさく）
リシュリュー枢機卿の従者で親衛隊隊長。元は近衛銃士隊員で初代三銃士の一人であるが、リシュリュー側に寝返った。ベルトランを始め、王妃の召喚に応じようとした元銃士を殺して回った。本作では、原作と違いダルタニアンの宿敵として登場。ダルタニアンの母親エマニエルとは恋人関係だったことがあり、過去にベルトランと何らかの確執があった。
ボナシュー（声：高木渉、操演：佐久間おさむ）
ダルタニアンと三銃士が暮らす宿の大家で、コンスタンスの夫。本業は金貸しをやっている。若くて美しい妻を溺愛しており、彼女と仲の良いダルタニアンと三銃士のことを良く思っていない。相手によって態度を変える裏表のあるズル賢い中年男だが、馬鹿正直な一面もあり、自分で墓穴を掘ってしまうこともある。地獄耳の持ち主で、あるときを境にリシュリュー枢機卿の目に留まり、ダルタニアンや三銃士たちの話を盗み聞きしては、彼らの情報をリシュリュー側に漏らすようになる。動物アレルギーのため、彼の下宿ではペット持込禁止である。コンスタンスを追いかけてドーバー海峡をたらいで往復し、名誉市民として表彰された。
得意技
- ボナシュージャンプ

ボナシューがピンチに陥った時に愛の力で超人的なジャンプを可能にする。
- フライングボナシュー

ボナシューに愛の力が加わると使える必殺技のひとつで、愛の力で一時的に動物アレルギーを克服し、鳩を大量にてなづけて空を飛ぶ技。ロンドンからドーバー海峡を越えてパリに数時間で移動することも可能。
- ボナシュー・一か八か

ロープにつけた滑車に逆さにぶらさがり、愛の力で思い切り飛び出し、勢いよく移動しながらターゲットをかっさらう技。コクナールとプランシェの助けを借りてロープを張る。
ルイ13世（声：山寺宏一、操演：佐久間おさむ）
フランスの国王。歳若く世間知らずな少年でリシュリュー枢機卿に政治の実権を奪われているが、何よりも国民の平和を願っている。歌を歌うことやおもちゃと遊ぶことが大好き。能天気な表情からは心の中は窺えないが、歳の近いダルタニアンだけには心を開いている。戦場でダルタニアンとともに、罪のない市民たちが戦争によって命を落としていくことを目の当たりにしてからは急激な成長を遂げていく。
ケティ（声：戸田恵子、操演：池村光子）
ミレディーの飼っている黒猫。どうやら性格も飼い主似らしい。原作ではれっきとした人間でありミレディーの侍女。
バッキンガム公爵（声：高木渉、操演：日下永）
イギリスの貴族。アンヌ王妃の元恋人。鷹揚で浮世離れした貴公子。アンヌ王妃からは「バッキン」と呼ばれている。最終話でオレイリーの手によって復活する。
オレイリー（声：三谷幸喜） - ゲスト出演（第18話、最終話）
イギリスの宮殿に出入りするアイルランド出身の宝石職人。中途半端な仕事を嫌い超マイペースだが、本気になると仕事が早い。
パトリック（声：山寺宏一）
バッキンガム公の部下。一見とぼけた冴えない男だが、イギリスからフランスまでミレディーを追跡し、自白を引き出すなどかなりの切れ者。
マンステール（声：高木渉）
親衛隊の副隊長。ロシュフォールの腹心である。彼の兜の羽飾りは赤色。顔が見えない上、基本的に悪役であるため、他の親衛隊員と同じくほとんどセリフもなく枢機卿やロシュフォールの命令通りに動いているだけだが、アトスを逮捕する際同行を懇願するなど、人間くさい一面を見せることもある。最終回では目のあたりだけだが、顔がのぞいているシーンがある。
コクナール（声：瀬戸カトリーヌ）
自称“ポルトスの婚約者”。ポルトスを追いかけはるばるパリまでやって来たため、最初のうちはポルトスを困らせるが、他に行き場がなく、三銃士たちとともに下宿で暮らし始める。炊事、洗濯、家事全般が得意で三銃士たちの生活の面倒をみるようになる。「夫人」と呼ばれているが、未亡人である。「コクナールのおばちゃん」と呼ばれることもある。
バッソンピエール（声：田中裕二（爆笑問題）） - ゲスト出演（第30話、第32話）
ラ・ロシェルに篭城する反乱軍のリーダー。バッキンガム公を始めイギリスからの支援を取り付けフランス王政に反旗を翻す。頭も切れ、腕も立つ「好男子」であることがナレーターによって強調されている。
ルミエール（声：太田光（爆笑問題）） - ゲスト出演（第35話）
反乱軍の兵士。元は一般市民で、戦争が始まる前は農場でチーズを作っており、争いとは無縁の生活を送っていた。政府軍の兵士に攻撃され負傷し死の直前、戦地からパリへ戻る途中のダルタニアンとルイ13世に出会い、自分が殺した敵兵士と自分の墓穴を掘るようにと二人に訴える。lumiereはフランス語で「光」を意味する。
オルレアン公（声：山寺宏一）
ルイ13世と見た目も中身も瓜二つの弟。ルイ13世よりも背が低く口元にホクロがある。リシュリュー枢機卿が戦場で置き去りにしたルイ13世の代わりに国王にしようと企て、連れてくる。
エマニエル
ベルトランの妻でダルタニアンの母。とても美しい女性で、かつてはロシュフォールの恋人だった。リシュリュー枢機卿からも好意を寄せられており、ベルトランがいないときにリシュリューに迫られた末、まだ幼いダルタニアンを残し自殺してしまった。これが誤解を生みベルトランとロシュフォールの確執の原因となった。
酒場のマスター
ダルタニアンや三銃士がよく行く酒場のマスター。三銃士たちのことをなにかと気にかけており、いつのまにか彼らの会話の中に入って話をきいているが、無口で喋ることはない。情に熱く涙もろい。
老婆（声：貫地谷しほり）
戦場近くの小さな家に住んでいた一般市民。戦場にいたダルタニアンとアラミスを安全な家の中に匿うが、戦争によって息子を失った悲しみですでに正気を失っており、思いがけない行動を起こす。
少年（声：池松壮亮）
ダルタニアンの銃士隊長就任後、三銃士が噴水広場で出会った少年。将来、国王に仕える銃士になりたいという夢を持ち、ひとりで剣術の稽古をしている姿がパリに来たばかりの頃のダルタニアンにどことなく似ている。

## 用語
三銃士（さんじゅうし）
旧近衛銃士隊では、特に腕が立つ3人を「三銃士」と呼んでいた。
三銃士(現在)
旧近衛銃士隊解散前の三銃士はアトス・ポルトス・アラミスであった。
近衛銃士隊が再結成された現在でもこの3人が三銃士である。
彼らは国王のみに忠誠を誓っており、王室に誓っているわけではない。よって、王妃のために動くことはない（国王派ではあるが、王室派・王妃派ではない）。また、作品に登場する他の元銃士達に比べ、王室の形骸化についてはあまり怒りをもっていない。
3人とも腕が立つ銃士と言うより策士といった感があり、充分に情報方を収集したうえで、行動を起こすのに十分な条件が整うまであまり動かない。
3人とも剣を抜く事にこだわりがあるようで、銃士隊復活を決断した折、リシュリュー親衛隊が襲ってきた時はそれを理由に剣を抜いたが、ダルタニアンの友達としてリシュリュー親衛隊と戦った時は腕力のみで戦った（但しこの時の戦いは、リシュリュー枢機卿の告発により、銃士隊が親衛隊に刃を向けたこととして記録された）。
三銃士
現在の三銃士が近衛銃士隊に入隊した頃の三銃士はトレヴィルだったが、この時の三銃士の解散の原因となった色恋沙汰に自分が入って無かった事に不満をもっている。
元近衛銃士隊隊員（もと・このえじゅうしたい・たいいん）
劇中では（現在の三銃士を除く）トレヴィル、ベルトラン、ガストン、ロシュフォールの4名が登場している。
ガストンは死に際に「枢機卿の世は終わった」と言い残し、ベルトランは「枢機卿は国王をないがしろする悪党」と、トレヴィルは王妃との面会で「銃士隊は国王と王妃を守るのが仕事」と述べており、ロシュフォールを除く三人は三銃士に比べて王室や反リシュリューの思いが強い。
リシュリュー親衛隊（ - しんえいたい）
リシュリュー枢機卿の命令で動いているが、組織的立ち位置は不明。11話で親衛隊に剣を向けるのは国への反逆とリシュリューが国王に告発しているので、リシュリューの私兵ではなく、国の正式な軍隊と推測される。アンリ4世時代には近衛銃士隊と仲が悪く、パリのあちこちでいさかいを起こしていた。
現在の隊長はロシュフォール。ロシュフォール以外の全員が全身甲冑を着込み、その姿のままで隠密行動や情報収集を行っている。セリフや素顔の描写はなく、舞踏会では全身甲冑の兜の上に仮面を装着していた。兜の羽飾りは副隊長のマンステールのみ赤色で、小隊長格がピンク色、一般隊士は青紫色をしている。

## スタッフ
- 脚色・脚本：三谷幸喜
- キャラクターデザイン：井上文太
- 音楽：スパニッシュ・コネクション
- 人形造形・操作：スタジオ・ノーヴァ
- 人形指導：佐藤東（スタジオ・ノーヴァ）
- 製作統括：紀平延久
- 語り：田中裕二（爆笑問題）

## エンディングテーマ曲
平井堅「一人じゃない」（作詞：三谷幸喜、作曲：平井堅）
通常この曲はエンディングにワンコーラスだけ流されるが、第30話のエンディングだけ、全てのキャラクターと平井堅が歌うフルバージョンで放送された。
再放送版第1部の総集編(2010年8月29日放送)では、声優が顔出しし、演じた主要人物(動物も)の人形とともに挨拶するエンディングが流れた(ただし、ナレーターの田中、ゲストの三谷、西田は登場せず)。この映像はDVD第8巻の、最終回（第40回）のエンディングに収録されており、最初に三谷のオレイリー、田中のバッソンピエールが登場し、その後それぞれの声優が、自分が演じたパペットと登場する。

## 放送日時

### 本放送
教育テレビ
放送時間：18:00 - 18:20
- 第1話 - 第10話
  - 2009年10月12日 - 23日の月 - 金曜日。

- 第11話 - 第40話
  - 2009年10月30日 - 2010年5月28日の年末年始を除く毎週金曜日。

### 再放送
総合テレビ
放送時間：7:45 - 8:05
- 第1話 - 第40話

2010年4月4日から毎週日曜日。
初回本放送扱いで新聞番組表にも「再」とはされていないが、実質は再放送。
NHKワールド・プレミアムでも国内同時放送を行い、ノンスクランブルで視聴可能。また、同じ日曜日の18:40 - 19:00にも放送されているが、こちらはノンスクランブル放送の対象ではない（総合テレビの同日再放送ではなく、教育テレビで放送されたものを数日遅れで放送）。
なお、近畿地方は『ビジネス新伝説 ルソンの壺』の放送が従来（2009年度まで8:00 - 8:25）とほぼ同じ7:45 - 8:10に放送される都合で、8:10 - 8:30に放送される。そのため、番宣スポットでは「毎週日曜あさ」というように具体的な放送時間を伏せている（直後の『週刊こどもニュース』も同様）。ただし、2010年8月15日放送分は『ビジネス新伝説 ルソンの壺』が休止となったため、近畿地方でも他地域と同じく7:45 - 8:05の放送となった。
なお2011年1月期改編で週末の朝の番組編成見直しが行われるため、残りの第38話 - 第40話の分は12月26日に3本連続（7:45 - 8:45）で放送した。これに付随して「週刊こどもニュース」は前週の12月19日で終了となった。
以下は番組宣伝を兼ねた「キャッチアップ放送」（集中放送）の類である。
教育テレビ
- 2009年10月17日 15:00 - 16:41（第1話 - 第5話）
- 2009年11月20日 25:20 - 27:00（第1話 - 第5話）
- 2009年11月21日 25:15 - 26:55（第6話 - 第10話）
- 2009年11月22日 24:40 - 26:00（第11話 - 第14話）

総合テレビ
- 2010年6月3日24:15 - 27:25（第1話 - 9話）

Eテレ
放送時間：0:00 - 0:20
- 第1話 - 第20話

2014年4月4日から毎週金曜日（木曜深夜）。8月22日の第20話で打ち切り。

## サブタイトル
| 話数   | 放送日（教育） | 放送日（総合） | サブタイトル           | 演出       |
| ------ | -------------- | -------------- | ---------------------- | ---------- |
| 第1話  | 2009年10月12日 | 2010年4月4日   | 旅立ちの朝             | 山本健介   |
| 第2話  | 2009年10月13日 | 2010年4月11日  | 父の遺言               | 高橋由香   |
| 第3話  | 2009年10月14日 | 2010年4月18日  | 伝説の銃士たち         | 高橋由香   |
| 第4話  | 2009年10月15日 | 2010年4月25日  | 再会の夜               | 森田倫代   |
| 第5話  | 2009年10月16日 | 2010年5月2日   | 運命の出会い           | 森田倫代   |
| 第6話  | 2009年10月19日 | 2010年5月9日   | 銃士の掟（おきて）     | 杓瀬真実   |
| 第7話  | 2009年10月20日 | 2010年5月16日  | 秘める思い             | 杓瀬真実   |
| 第8話  | 2009年10月21日 | 2010年5月23日  | 満月の森               | 山本健介   |
| 第9話  | 2009年10月22日 | 2010年5月30日  | コンスタンスの秘密     | 山本健介   |
| 第10話 | 2009年10月23日 | 2010年6月6日   | 王妃の恋               | 高橋由香   |
| 第11話 | 2009年10月30日 | 2010年6月13日  | 恋の落とし穴           | 高橋由香   |
| 第12話 | 2009年11月6日  | 2010年6月20日  | 王妃の手紙             | 杓瀬真実   |
| 第13話 | 2009年11月13日 | 2010年6月27日  | アラミスの奇策         | 杓瀬真実   |
| 第14話 | 2009年11月20日 | 2010年7月11日  | 新たなる陰謀           | 森田倫代   |
| 第15話 | 2009年11月27日 | 2010年7月18日  | ミレディーの策略       | 森田倫代   |
| 第16話 | 2009年12月4日  | 2010年7月25日  | 危険なつり橋           | 山本健介   |
| 第17話 | 2009年12月11日 | 2010年8月1日   | いざ、ロンドンへ       | 後藤友一郎 |
| 第18話 | 2009年12月18日 | 2010年8月8日   | 船上のだましあい       | 高橋由香   |
| 第19話 | 2009年12月25日 | 2010年8月15日  | 首飾りの行方           | 高橋由香   |
| 第20話 | 2010年1月8日   | 2010年8月22日  | 波乱の舞踏会           | 杓瀬真実   |
| 第21話 | 2010年1月15日  | 2010年8月29日  | 銃士への道のり         | 杓瀬真実   |
| 第22話 | 2010年1月22日  | 2010年9月5日   | アトスの後悔           | 森田倫代   |
| 第23話 | 2010年1月29日  | 2010年9月12日  | ミレディーのたくらみ   | 森田倫代   |
| 第24話 | 2010年2月5日   | 2010年9月19日  | リシュリューの誘い     | 後藤友一郎 |
| 第25話 | 2010年2月12日  | 2010年9月26日  | とらわれのコンスタンス | 後藤友一郎 |
| 第26話 | 2010年2月19日  | 2010年10月3日  | 許されぬ恋             | 高橋由香   |
| 第27話 | 2010年2月26日  | 2010年10月10日 | 三銃士との決別         | 高橋由香   |
| 第28話 | 2010年3月5日   | 2010年10月17日 | 本当の気持ち           | 杓瀬真実   |
| 第29話 | 2010年3月12日  | 2010年10月24日 | 戦への序章             | 杓瀬真実   |
| 第30話 | 2010年3月19日  | 2010年10月31日 | 戦場へ                 | 森田倫代   |
| 第31話 | 2010年3月26日  | 2010年11月7日  | ロシュフォールを救え   | 森田倫代   |
| 第32話 | 2010年4月2日   | 2010年11月14日 | 敵将、バッソンピエール | 後藤友一郎 |
| 第33話 | 2010年4月9日   | 2010年11月21日 | ダルタニアン救出作戦   | 後藤友一郎 |
| 第34話 | 2010年4月16日  | 2010年11月28日 | 反乱軍との攻防         | 高橋由香   |
| 第35話 | 2010年4月23日  | 2010年12月5日  | 戦いの果て             | 高橋由香   |
| 第36話 | 2010年4月30日  | 2010年12月12日 | 人生の岐路             | 杓瀬真実   |
| 第37話 | 2010年5月7日   | 2010年12月19日 | 決断のとき             | 杓瀬真実   |
| 第38話 | 2010年5月14日  | 2010年12月26日 | トレヴィルの遺言       | 森田倫代   |
| 第39話 | 2010年5月21日  | 2010年12月26日 | 最後の戦い             | 森田倫代   |
| 最終話 | 2010年5月28日  | 2010年12月26日 | 銃士隊長ダルタニアン   | 後藤友一郎 |

## 受賞
- 第36回放送文化基金賞（財団法人・放送文化基金）
  - テレビエンターテインメント番組賞
  - 個別分野 美術賞
- 第29回照明家協会賞（日本照明家協会）
  - テレビ部門優秀賞
- 第41回照明技術賞（日本映画テレビ照明協会）
  - 教育・記録映画部門 最優秀照明賞
- 2009年度映像技術賞（日本映画テレビ技術協会）
  - 映像技術奨励賞

## 関連番組
- 「カウントダウン!! 新・三銃士」（NHK教育、2009年10月5日 - 9日）
  - 司会：田中裕二、瀬戸カトリーヌ
  - 10月5日　ゲスト：三谷幸喜
  - 10月6日 「新八犬伝誕生秘話」 ゲスト：三谷幸喜、辻村寿三郎
  - 10月7日 「歴代人形劇ヒット曲特集」 ゲスト：三谷幸喜
  - 10月8日 「歴史人形劇特集」 ゲスト：三谷幸喜、川本喜八郎
  - 10月9日 「歴代声優・語り役特集」 ゲスト：三谷幸喜、池松壮亮、貫地谷しほり
- 「祝! 新・三銃士 まもなくスタートスペシャル」（NHK総合、2009年10月12日 出演：爆笑問題、三谷幸喜）
- 「スタジオパークからこんにちは」（NHK総合）
  - 2009年10月27日 ゲスト：山寺宏一
  - 2010年1月28日 ゲスト：田中裕二
- 「日曜朝の充実感！〜見どころ満載 イチ押し番組〜」（NHK総合、2010年3月22日 リポーター：池松壮亮　ナレーション：山寺宏一）
- 「連続人形活劇　新・三銃士スペシャル」（NHK総合、2010年8月29日）

## イベント
スペシャル人形活劇 新・三銃士×横浜赤レンガ倉庫（舞台公演）
- 声の出演：池松壮亮、江原正士、貫地谷しほり、瀬戸カトリーヌ、高木渉、戸田恵子、山寺宏一
- 公演日：2010年7月23日 - 7月25日
- 会場：横浜赤レンガ倉庫
- 構成・演出：青木豪

## 関連商品

### 書籍
- NHK連続人形活劇 新・三銃士 完全ガイドブック（NHK出版、2009年10月3日、ISBN 9784144071591）
- GAKUMANplus（小学館、2010年4月15日 - ）
  - コミカライズを連載。題名は『勇気!友情! 新・三銃士』。作画は山本サトシ。
- NHK連続人形活劇 新・三銃士（ノベライズ判）（NHK出版、2010年6月29日、ISBN 9784140055854）
  - ノベライズ:鈴木竹志
- NHK連続人形活劇 新・三銃士 メモリアルブック（NHK出版、2010年6月30日、ISBN 9784144071690）

### CD
- NHK連続人形活劇 新・三銃士 オリジナル・サウンドトラック（ソニーミュージックディストリビューション、2009年11月18日）

### DVD
- NHK連続人形活劇 新・三銃士
  - 全8巻（ハピネット、2010年2月19日 - 9月17日発売）